# کاوازو-زاکورا
کاوازو-زاکورا (به ژاپنی: 河津桜 カワヅザクラ) نام علمی رقم بر اساس کتاب ساکورای ژاپن 
(Cerasus x kanzakura 'Kawazu-zakura' Tsunoda & Funatsu) یک نوع ساکورای باغی است که از ترکیب کانهی-زاکورا و گیلاس اوشیما به وجود آمده است. شکوفهٔ آن ۵ گلبرگ دارد و رنگ آن بنفش کم‌رنگ است. اندازهٔ شکوفه بزرگ و در حدود ۴ تا ۴٫۸ سانتیمتر قطر دارد. زمان گل دهی آن زودتر از دیگر انواع ساکورا است. در استان شیزوئوکا در اواخر فوریه کاملاً شکوفا می‌شود.

## ویژگی گل
- تعداد گلبرگ: ۵ عدد
- رنگ:صورتی مایل به بنفش
- قطر گل:  ۴ تا ۴٫۸ سانتیمتر
- زمان گل دهی:اواخر فوریه تا اوایل مارس
- محل نمونه:پارک شینجوکو گیوئن

## نگارخانه

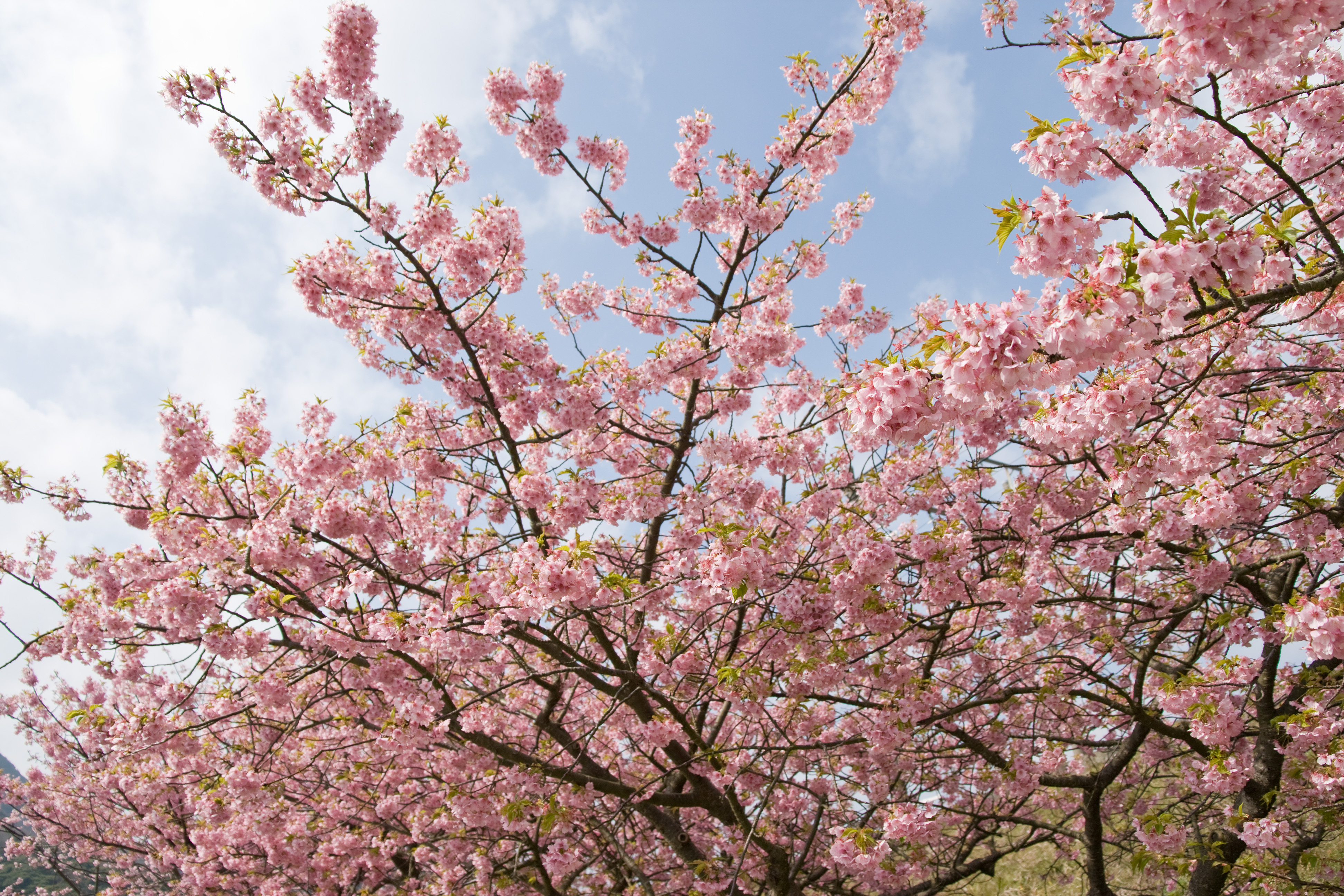
کاوازو-ساکورا
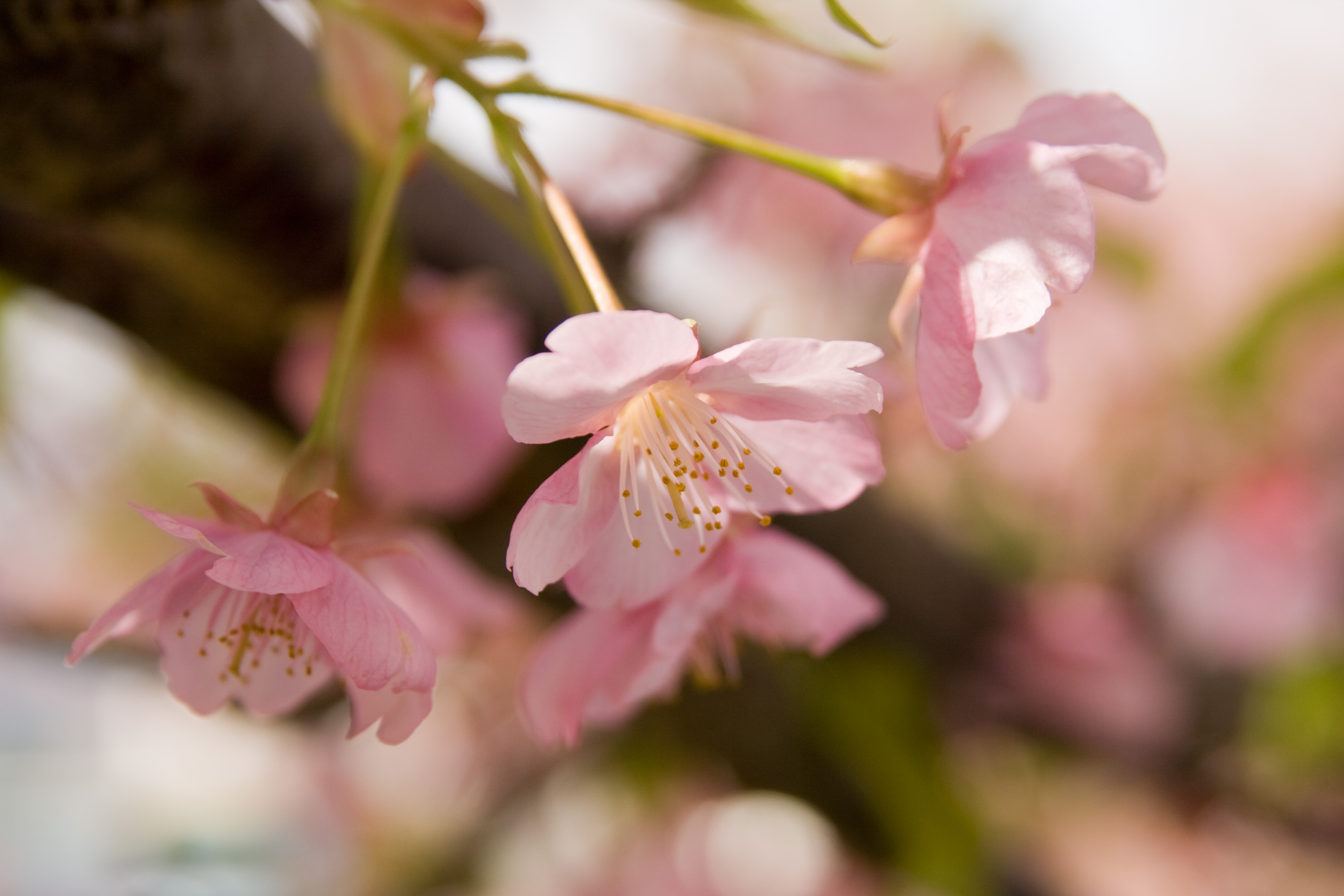
کاوازو-ساکورا